# Braam van Wyk
Abraham Erasmus van Wyk (Wolmaransstad, 19 februari 1952) is een Zuid-Afrikaanse botanicus. Hij is opgeleid aan de Potchefstroomse Universiteit vir Christelike Hoër Onderwys en de Universiteit van Pretoria.
Van Wyk promoveerde in 1985 aan de Universiteit van Pretoria met het proefschrift Contributions towards a new classification of Eugenia L. (Myrtaceae) in southern Africa. Van 1977 tot aan zijn pensioen was hij verbonden aan de afdeling botanie van de Universiteit van Pretoria. Hij was er hoogleraar in de plantentaxonomie en -systematiek en tevens conservator van het HGWJ Schweickerdt Herbarium, een aan de universiteit verbonden herbarium.
Van Wyk houdt zich bezig met onderzoek van meerdere plantenfamilies waaronder Araceae, Celastraceae, Chenopodiaceae, Icacinaceae, Myrtaceae, Rubiaceae en enkele families die endemisch zijn in zuidelijk Afrika. In zijn onderzoek houdt hij zich onder meer bezig met morfologie, anatomie, pollenanalyse, ontwikkelingsbiologie, voortplantingsbiologie en biogeografie. Hij houdt zich tevens bezig met floristisch onderzoek van KwaZoeloe-Natal, Pondoland, Maputaland en de noordoostelijke Drakensbergen.
Van Wyk begeleidt studenten bij meerdere onderzoeksprojecten waaronder etnobotanische inventarisaties van traditionele groenten in Venda en onderzoek naar het potentieel van de zuidelijk Afrikaanse flora als schaduwtolerante planten in de tuinbouw.
Van Wyk is de (mede)auteur van meer dan zestig botanische namen. Hij is de (mede)auteur van meerdere artikelen in wetenschappelijke tijdschriften en boeken met betrekking tot de flora van Zuidelijk Afrika.

## Selectie van publicaties
- Field Guide to the Wild Flowers of the Witwatersrand & Pretoria Region; B. Van Wyk & S. Malan; New Holland Publishers (1988): ISBN 0869778145
- Field Guide to the Wild flowers of the Highveld; Braam van Wyk & Sasa Malan; Struik (1997); ISBN 9781868720583
- A Photographic Guide to the Wild Flowers of South Africa; Braam Van Wyk; New Holland Publishers (2000); ISBN 1868723909
- Photographic Guide to the Trees of Southern Africa; Braam van Wyk, Piet van Wyk & Ben-Erik van Wyk; Briza (2000); ISBN 1875093249
- Pocket List of Southern African Indigenous Trees; J. Von Breitenbach, B. De Winter, R. Poynton, E. Van de Berg & B. Van Wyk; Briza Publications (2001); ISBN 1875093265
- Regions of Floristic Endemism in Southern Africa: A Review with Emphasis on Succulents; Abraham E. van Wyk & Gideon F. Smith; Umdaus Press (2001); ISBN 1919766189
- How to Identify Trees in Southen Africa; Braam van Wyk & Piet van Wyk; Struik (2007); ISBN 9781770072404